# Rigivan Ganeshamoorthy
Rigivan Ganeshamoorthy, detto Riggi o Rigi (AFI: /ˈridʒivan ɡaneʃʃaˈmurti/; Roma, 8 giugno 1999), è un atleta paralimpico italiano specializzato nel getto del peso, lancio del disco e lancio del giavellotto e classificato F52 in quanto affetto dalla sindrome di Guillain-Barré diagnosticata nel 2017, aggravata da una lesione cervicale conseguente a una caduta nel 2019.

## Biografia
Cresciuto a Dragona in una famiglia originaria dello Sri Lanka, dopo l'esordio della sindrome di Guillain-Barré a cui fa seguito, nel 2019, una lesione cervicale conseguente ad una caduta, prova dapprima il basket in carrozzina e la scherma in carrozzina, per poi iniziare a praticare l'atletica leggera paralimpica, specializzandosi nei lanci.
Nel 2020 vince a Jesolo nella categoria F55 la medaglia d'argento nel getto del peso ai campionati italiani paralimpici, con un lancio di 7,73 m.
Ai campionati italiani paralimpici e non vedenti di scherma 2023 a Santa Venerina vince la medaglia d'oro nella sciabola (categoria B).
Nel 2023 è campione italiano paralimpico del getto del peso F55 e del lancio del disco F54-55. L'anno successivo è nuovamente campione italiano nel getto del peso e nel lancio del disco, facendo registrare in entrambe le discipline il record europeo paralimpico F52; è campione italiano anche nel lancio del giavellotto, con il record mondiale paralimpico F52 grazie alla misura di 20,99 m.
Allenato da Francesco La Versa, il 1º settembre 2024 fa il suo esordio in nazionale ai Giochi paralimpici di Parigi 2024 nella categoria F52, dove conquista la medaglia d'oro nel lancio del disco (che ha dedicato al suo quartiere Dragona): nella gara di Parigi migliora per tre volte il record del mondo paralimpico con tre lanci consecutivi di 25,48 m, 25,80 m e 27,06 m, oltre ad un ultimo lancio da 24,10 m che era comunque superiore al precedente primato di 23,80 m stabilito nel 2017 dal brasiliano Andre Rocha.
Il 12 ottobre 2024 vince la finale nazionale dei Campionati italiani di società e della Coppa Italia lanci al Tre Fontane di Roma, stabilendo due nuovi primati mondiali della categoria F52: 28,83 m nel lancio del disco e 21,49 nel lancio del giavellotto.
In un'intervista una sua insegnante di scuola elementare ha parlato di lui come di "un bambino dolcissimo, sempre ben inserito nel gruppo classe". Durante la pandemia da Covid, insieme ad altri abitanti del suo quartiere, Dragona, Ganeshamoorthy consegnò pacchi alimentari alle famiglie che ne avevano bisogno. Nel quartiere lavora in un'officina. 

## Record nazionali
- Getto del peso F52: 11,73 m  ( Brescia, 29 giugno 2024)
- Lancio del disco F52: 28,83 m  ( Roma, 12 ottobre settembre 2024)
- Lancio del giavellotto F52: 21,49 m  ( Roma, 12 ottobre 2024)

## Progressione

### Getto del peso F52
| Stagione | Misura  | Luogo   | Data      | Rank. Mond. |
| -------- | ------- | ------- | --------- | ----------- |
| 2024     | 11,73 m | Brescia | 29-6-2024 | 1º          |

### Lancio del disco F52
| Stagione | Misura  | Luogo  | Data       | Rank. Mond. |
| -------- | ------- | ------ | ---------- | ----------- |
| 2024     | 27,06 m | Parigi | 01-09-2024 | 1º          |
| 2024     | 28,83 m | Roma   | 12-10-2024 | 1º          |

### Lancio del giavellotto F52
| Stagione | Misura  | Luogo   | Data       | Rank. Mond. |
| -------- | ------- | ------- | ---------- | ----------- |
| 2024     | 20,99 m | Brescia | 30-6-2024  | 1º          |
| 2024     | 21,49 m | Roma    | 12-10-2024 | 1º          |

## Palmarès
| Anno | Manifestazione     | Sede   | Evento               | Risultato | Prestazione | Note                                 |
| ---- | ------------------ | ------ | -------------------- | --------- | ----------- | ------------------------------------ |
| 2024 | Giochi paralimpici | Parigi | Lancio del disco F52 | Oro       | 27,06 m     | Record mondiale · Record paralimpico |

## Campionati nazionali
- 1 volta campione italiano paralimpico della sciabola cat. B (2023)
- 1 volta campione italiano paralimpico del getto del peso F52-54 (2024)
- 1 volta campione italiano paralimpico del getto del peso F55 (2023)
- 1 volta campione italiano paralimpico del lancio del disco F52-54-55 (2024)
- 1 volta campione italiano paralimpico del lancio del disco F54-55 (2023)
- 1 volta campione italiano paralimpico del lancio del giavellotto F52-54 (2024)

2020
- Argento ai campionati italiani paralimpici, getto del peso F55 - 7,73 m

2023
- Oro ai Campionati italiani paralimpici assoluti di scherma, sciabola cat. B
- Oro ai campionati italiani paralimpici, getto del peso F55 - 8,95 m
- Oro ai campionati italiani paralimpici, lancio del disco F54-55 - 25,73 m
- Argento ai campionati italiani paralimpici, lancio del giavellotto F55 - 19,15 m

2024
- Oro ai campionati italiani paralimpici, getto del peso F52-54 - 11,73 m
- Oro ai campionati italiani paralimpici, lancio del disco F52-54-55 - 22,91 m
- Oro ai campionati italiani paralimpici, lancio del giavellotto F52-54 - 20,99 m